# Dun Borranais

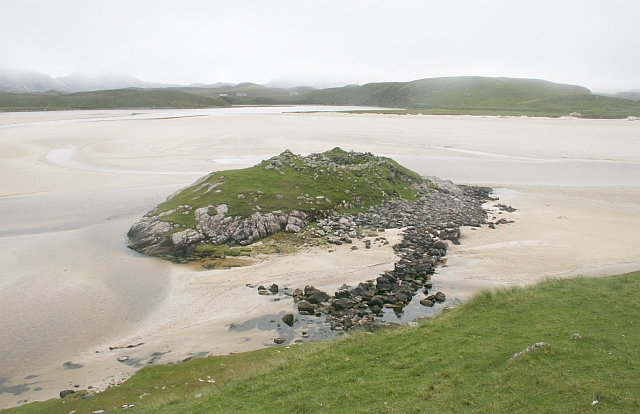
Dun Borranais

Dun Borranais (schottisch-gälisch Dun Chuithaich) ist ein Broch auf Lewis and Harris, etwa fünf Kilometer westlich des Brochs Dun Bharabhat. Brochs mit der Bezeichnung Dun (Dun Cuier, Dun Dornaigil, Dùn Mòr, Dun Ringill oder Dun an Sticir), die ansonsten für niedrigere Baulichkeiten aus Stein gebraucht wird, sind in Westschottland häufig.
Dun Borranais liegt auf einer kleinen Gezeiteninsel am östlichen Ende der riesigen Sandfläche der Uig Sands (schottisch-gälisch Tràigh Ùige). Die Lage ist selbst bei Anwendung von Hebriden-Standards spektakulär. Die Außenwand des eisenzeitlichen Brochs ist noch deutlich erkennbar. Der Zugang lag wahrscheinlich im Nordwesten. Die Struktur misst etwa 15,0 × 13,0 m und könnte D-förmig sein. Das Innere wurde später durch den Bau zweier Schutzräume gegen die nördlichen und südlichen Wände modifiziert. Der Zugang ist, wenn die Insel bei Hochflut kurz von Wasser umgeben ist, über einen durch große Trittsteine gebildeten Damm möglich. 